# Chloroclystis approximata
Chloroclystis approximata är en fjärilsart som beskrevs av Walker 1869. Chloroclystis approximata ingår i släktet Chloroclystis och familjen mätare. Inga underarter finns listade i Catalogue of Life.